# Prepops fraternus
Prepops fraternus är en insektsart som först beskrevs av Knight 1923.  Prepops fraternus ingår i släktet Prepops och familjen ängsskinnbaggar.

## Underarter
Arten delas in i följande underarter:
- P. f. fraternus
- P. f. discifer
- P. f. regalis
- P. f. rubromarginatus